# Des Plaines (krater)
Des Plaines – krater uderzeniowy w stanie Illinois, w USA. Skały krateru nie są widoczne na powierzchni ziemi.
Krater ma średnicę 8 km, powstał nie dawniej niż 280 milionów lat temu (perm) w skałach osadowych. Jest pogrzebany pod osadami polodowcowymi w pobliżu jeziora Michigan, jego środek znajduje się pod miastem Des Plaines; na jego obszarze znajduje się m.in. Port lotniczy Chicago-O'Hare. Anomalię geologiczną na tym obszarze rozpoznano jeszcze w XIX wieku przy wierceniu studni; w kraterze Des Plaines przeprowadzono także wiercenia badawcze, znajdując dowody impaktowego pochodzenia tej struktury, jak stożki zderzeniowe.